# Ixora kerstingii
Ixora kerstingii är en måreväxtart som beskrevs av Karl Moritz Schumann och Carl Karl Adolf Georg Lauterbach. Ixora kerstingii ingår i släktet Ixora och familjen måreväxter. Inga underarter finns listade i Catalogue of Life.